# Парк природе Велики Јастребац
Парк природе Велики Јастребац налази се у централном делу Србије, на територијама општина и градова Блаце, Алексинац, Прокупље и Крушевац. Захвата површину од 39.175 хектара и представља јединствену природну целину. Од децембра 2024. парк је заштићен као природно добро.

## Биљни свет
На заштићеном подручју Великог Јастреба евидентирано је 287 врста макрогљива, укључујући 10 строго заштићених, 18 заштићених и 28 врста које се налазе на прелиминарној црвеној листи гљива Србије. На површини од 39.175 хектара уочено је 10 строго заштићених и 57 заштићених врста биљака, укључујући прашумске састојине планинског јавора и шуме планинског јавора са буквом, шуме граба, брезе, јеле и храста.

## Заштита
Дана 4. септембра 2024. године, Министарство заштите животне средине Србије објавило је да је покренут поступак за заштиту природног подручја I категгорије подручја Парка природе „Велики Јастребац”. Влада Србије донела је Уредбу о проглашењу Парка природе „Велики Јастребац” 5. децембра 2024. године.